# Ladislav Kuna
Ladislav Kuna (n. 3 aprilie 1947, Hlohovec, Cehoslovacia – d. 1 februarie 2012, Bratislava, Slovacia) a fost un jucător și antrenor de fotbal slovac.

## Biografie
Ladislav Kuna și-a petrecut cea mai mare parte din cariera sa de fotbalist la Spartak Trnava, cu care a câștigat de cinci ori Campionatul Cehoslovaciei la fotbal, din 1968 până în 1973 și a ajuns în semifinala Cupei Campionilor Europeni în 1968-1969. Mijlocaș, Ladislav Kuna a fost numit cel mai bun jucător cehoslovac de fotbal, în 1969.
A fost selecționat de 47 de ori în echipa națională de fotbal a Cehoslovaciei, din 1966 până în 1974, marcând nouă goluri. A participat la Campionatul Mondial de Fotbal 1970.
A părăsit, în 1980 echipa Spartak Trnava pentru a se alătura clubului austriac Admira Viena (Admira Wienn), unde a rămas trei sezoane.
A devenit apoi antrenor de fotbal, conducând echipele Spartak Trnava (1988 – 1890), VfB Mödling (1991-1992), 1. Wiener Neustädter SC (1992-1993), FK DAC 1904 Dunajská Streda (1999-2001) și ŽP Šport Podbrezová. A lucrat apoi la Federația Slovacă de Fotbal.
A murit la Bratislava, la 1 februarie 2012, în urma unei boli îndelungate.